# Piero Calabrese
Piero Calabrese (Roma, 30 ottobre 1958 – Roma, 28 aprile 2016) è stato un compositore, produttore discografico e cantante italiano.
In Italia ha lavorato e scritto per Alex Baroni, Giorgia, Zero Assoluto, Erredieffe, Julia Lenti e Marco Mengoni; inoltre è stato uno dei componenti del complesso La Bottega dell'Arte, per cui ha scritto molti brani noti tra cui i due grandi successi Come due bambini, che rimase in hit-parade per venticinque settimane arrivando fino al quinto posto, Amore nei ricordi, classificatosi al secondo posto al Festivalbar 1976 e che rimase in hit-parade per venti settimane arrivando anch'esso al quinto posto;
In Francia il suo nome è spesso abbinato a quello di Jeanne Mas con la quale collabora fin dai primi anni ottanta e assieme a lei ha lavorato con artisti internazionali quali come Tony Levin, Manu Katché.

Ancora in Francia è stato coproduttore dei Blossom Child, disco d'oro nel 1986, e produttore e autore di Amanda Lear con la Carrere, autore di Mireille Mathieu, autore e produttore di Carol Athena, Alex Parisi. Ancora all'estero autore di Moses Our Revolution, disco d'oro e di platino. Autore e produttore per il Sud America del primo album di Laronte.

## Biografia
Nel 1974 esordisce come componente de La Bottega dell'Arte gruppo col quale scala per moltissimi anni la hit parade nazionale con molti singoli ed album.
Negli anni ottanta scrive per Franco Califano, Tiziana Rivale, Dee D. Jackson.
Nel 1993 apre a Roma, lo studio di registrazione Il Biplano da dove partono nuovi progetti e collaborazioni.
Dal 1993 al 2002 scrive per i Dhamm, disco d'oro con Irene, e i Ragazzi Italiani; scrive e produce i dischi di Lara Martelli, Erredieffe; produce i primi tre dischi di Zero Assoluto e ottiene vari dischi d'oro con i brani scritti per il primo album di Alex Baroni, Alex Baroni; produce il disco degli Archinuè, premio Mia Martini della critica al Festival di Sanremo 2002.
Dal 2003 comincia a lavorare per gli arrangiamenti con l'Associazione Eleniana al progetto del coro de Le Matite Colorate, dirette dal maestro Germano Neri su musiche di padre Luca Zecchetto.
Nel 2004 e 2006 è maestro orchestratore per il musical prodotto dal Teatro dell'Opera di Roma Viaggio verso il sole, per il quale scrive anche i testi originali. Scrive anche le musiche per L'imagenes de Dalì del coreografo Rafael Del Prado, presentato al il 19º Festival de Ballet de La Habana.
Nel 2005 è autore di C'è di più di Alex Baroni.
Nel 2007 esce il doppio CD Alex Baroni Collection di Alex Baroni, nel quale compare in qualità di autore di alcuni brani. Sempre nello stesso anno collabora con Giorgia nel suo nuovo disco Stonata. Ad aprile 2009, con il patrocinio dell'IMAIE, con il nome "Tusitala Project", dà vita al progetto di world music Echoes of Mediterranean, album di sperimentazione pubblicato nell'ottobre 2009. Nel maggio dello stesso anno, esce una nuova produzione per la Sony, un disco con Lucilla Galeazzi e Peppe Voltarelli.
A giugno 2009 assume la direzione artistica della Casa Editrice Ferdinando Bideri, per la quale dà vita ad una serie di nuove etichette per nuove produzioni di vario stile e orientamento ed una dedicata al recupero del repertorio classico di tradizione.
Dal 2009 produce, per Cantieri Musicali Marco Mengoni, vincitore della edizione Italiana di X Factor 2009, di cui l'anno successivo diviene direttore artistico nel suo primo tour.
A settembre 2011 cura il nuovo singolo Solo (Vuelta al ruedo) di Marco Mengoni, che anticipa l'uscita dell'album Solo 2.0 e ottiene il disco d'oro.
Nel 2011, dopo molti anni come responsabile didattico per diverse scuole per il campo della fonia e produzione musicale, inizia una serie di seminari di produzione musicale rivolti ai musicisti e a giovani talenti. Dal 2012 cura, insieme al fratello Massimo, la didattica del Village Music Lab Academy di Caserta e tiene seminari e master per l'Università LUISS di Roma, nell'ambito del corso di Master of Music.
Nel 2012 inizia la produzione di Julia Lenti.
Nel 2013 è stato giurato dell'Academy Board al Summer Festival 2013.
A partire da Luglio 2013 avvia, insieme al team del Biplano Studio, la produzione artistica di una nuova band italiana, gli Aula39. Scrive per loro i tre singoli d'esordio, Scrivimi, L'isola e Scarpe nuove, pubblicati tra la fine del 2013 e l'inizio del 2014. Nel 2016, scrive i testi di Girasoli e nuvole e Se poi finisce (così), due pezzi inclusi nel loro EP 39, pubblicato un paio di mesi dopo la sua improvvisa e prematura scomparsa.
Nel 2014 avvia la collaborazione con Stefano Corona. Il 2 aprile 2016 viene pubblicato il singolo Amare è facile, come anticipo del primo album previsto per settembre 2016.

## Principali canzoni scritte da Piero Calabrese
| Anno | Titolo                           | Autori del testo                                      | Autori della musica                                                   | Interpreti           |
| ---- | -------------------------------- | ----------------------------------------------------- | --------------------------------------------------------------------- | -------------------- |
| 1975 | Come due bambini                 | Piero Calabrese                                       | Massimo Calabrese                                                     | La Bottega dell'Arte |
| 1976 | Amore nei ricordi                | Piero Calabrese                                       | Massimo Calabrese                                                     | La Bottega dell'Arte |
| 1977 | Che dolce lei                    | Piero Calabrese, Massimo Calabrese e Romano Musumarra | Piero Calabrese, Massimo Calabrese e Romano Musumarra                 | La Bottega dell'Arte |
| 1979 | Ti perdo                         | Franco Califano                                       | Piero Calabrese e Romano Musumarra                                    | Franco Califano      |
| 1979 | Amante del pensiero tuo          | Franco Califano                                       | Piero Calabrese e Romano Musumarra                                    | Franco Califano      |
| 1979 | Bella sarai                      | Piero Calabrese e Romano Musumarra                    | Piero Calabrese e Romano Musumarra                                    | La Bottega dell'Arte |
| 1980 | Più di una canzone               | Piero Calabrese                                       | Romano Musumarra                                                      | La Bottega dell'Arte |
| 1981 | L'avventura                      | Piero Calabrese, Fernando Ciucci e Romano Musumarra   | Piero Calabrese, Fernando Ciucci e Romano Musumarra                   | La Bottega dell'Arte |
| 1986 | E camminiamo                     | Piero Calabrese                                       | Piero Calabrese, Lanfranco Carnacina e Francesco Ventura              | Lanfranco Carnacina  |
| 1998 | Sei tu o lei (Quello che voglio) | Piero Calabrese e Alex Baroni                         | Alex Baroni, Massimo Calabrese, Marco Rinalduzzi e Marco D'Angelo     | Alex Baroni          |
| 1998 | Quante volte sei                 | Piero Calabrese e Alex Baroni                         | Stefano Conenna, Massimo Calabrese, Marco Rinalduzzi e Marco D'Angelo | Serena C             |
| 2000 | Ognuno per sé                    | Piero Calabrese                                       | Piero Calabrese                                                       | Erredieffe           |
| 2007 | Gli amanti                       | Giorgia Todrani                                       | Piero Calabrese, Massimo Calabrese e Giorgia Todrani                  | Giorgia              |
| 2010 | Credimi ancora                   | Marco Mengoni e Stella Fabiani                        | Piero Calabrese e Massimo Calabrese                                   | Marco Mengoni        |
| 2013 | Scrivimi                         | Piero Calabrese                                       | Piero Calabrese                                                       | Aula39               |
| 2013 | L'isola                          | Piero Calabrese                                       | Piero Calabrese                                                       | Aula39               |
| 2014 | Scarpe nuove                     | Piero Calabrese                                       | Stefano Calabrese                                                     | Aula39               |
| 2016 | Amare è facile                   | Piero Calabrese e Stefano Corona                      | Piero Calabrese e Massimo Calabrese                                   | Stefano Corona       |
| 2016 | Girasoli e nuvole                | Piero Calabrese e Aula39                              | Manuel Botrugno e Stefano Calabrese                                   | Aula39               |
| 2016 | Se poi finisce (così)            | Piero Calabrese                                       | Stefano Calabrese                                                     | Aula39               |

## Discografia (con la Bottega dell'Arte)

### 33 giri
- 1975: La Bottega dell'Arte (EMI Italiana, 3C-064-18106)
- 1977: Dentro (EMI Italiana, 3C-064-18248)
- 1979: L'avventura (EMI Italiana, 3C064-18423)
- 1980: La Bottega dell'Arte (EMI Italiana, 3C-064-18493)
- 1984: Forza 4 (New Sound, NWLP 1701)

### 45 giri
- 1974: Addio/Notturno per noi (Tomato Record, ZZ 999)
- 1975: Come due bambini/Ripensare a lei (EMI Italiana, 3C 006-18108)
- 1976: Amore nei ricordi/Mare nostrum (EMI Italiana, 3C 006-18185)
- 1977: Che dolce lei/Pastelli (EMI Italiana, 3C 006-18115)
- 1978: Bella sarai/Resta co' li occhi chiusi (EMI Italiana, 3C 006-18325)
- 1979: L'avventura/4280 miglia (EMI Italiana, 3C 006-18379)
- 1980: Più di una canzone/Finisce qui (EMI Italiana, 3C 006-18464)
- 1981: Vecchio rock/Via del grano (EMI Italiana, 3C 006-18534)
- 1982: Nelle stelle, nel vento/Domani verrà (Bottega dell'Arte Records, 5020 001)
- 1983: No stop to America/Verso est, verso il sole (RCA Italiana, PB 6698)

### 33 giri pubblicati all'estero
- 1976: La Bottega dell'Arte (EMI, 6219; pubblicato in Argentina)
- 1984: Forza 4 (New Sound, NWLP 1701; pubblicato in Scandinavia)

### 45 giri pubblicati all'estero
- 1976: Come due bambini/Ripensare a lei (Peters International, PI 440; pubblicato negli Stati Uniti)
- 1976: Como dos ninos/Recordando te (Odeon, 1366; pubblicato in Argentina)
- 1976: Amore nei ricordi/Mare nostrum (Sonopresse, ST 40223; pubblicato in Francia)
- 1976: Amore nei ricordi/Mare nostrum (Crystal, 006 EMD 18185; pubblicato in Germania Ovest)
- 1976: Amore nei ricordi/Mare nostrum (Odeon, 1205; pubblicato in Cile)
- 1978: Bella seras/Resta co' li occhi chiusi (EMI, 3C 006-18325; pubblicato in Spagna)
- 1978: Bella seras/Quedarse con los ojos cerrados (EMI, 1656; pubblicato in Argentina)
- 1984: Let Me Go, Let Me Run/No stop to America (pubblicato in Scandinavia)
- 1985: No stop to America/Will You (Savoir Faire, 200 5797 A; pubblicato in Francia)

## Dischi di altri artisti a cui ha partecipato
Le partecipazioni sono da intendersi come arrangiatore, e/o musicista e/o autore
| Anno | Interprete                          | Titolo Album o singolo                 |
| ---- | ----------------------------------- | -------------------------------------- |
| 1978 | AA.VV.                              | Il mio Eroe Braccio di Ferro (singolo) |
| 1978 | Sammy Barbot                        | New Messico/Take My Music              |
| 1979 | Franco Califano                     | Ti perdo                               |
| 1979 | Camomilla                           | Discamomilla                           |
| 1981 | Franco Califano                     | La mia libertà                         |
| 1982 | Tiziana Rivale                      | L'amore va                             |
| 1983 | Tiziana Rivale                      | Questo mondo è una baracca             |
| 1984 | Dee D. Jackson                      | Moonlight Starlight                    |
| 1984 | Max                                 | My Song (singolo)                      |
| 1984 | Neil Forte                          | Pour Heart (singolo)                   |
| 1984 | Victoria                            | Time is over (singolo)                 |
| 1984 | Richard Romeo                       | Nonchalance                            |
| 1985 | Bamboo                              | Je suis Bamboo                         |
| 1985 | Jeanne Mas                          | Coeur en Stereo                        |
| 1985 | Jeanne Mas                          | Jeanne Mas                             |
| 1985 | Moses                               | Our revolution                         |
| 1985 | Blossom Child                       | I Pray (singolo)                       |
| 1986 | Jeanne Mas                          | En rouge et noir                       |
| 1986 | Jeanne Mas                          | Remix (singolo)                        |
| 1986 | Jeanne Mas                          | Femmes d'aujourd'hui                   |
| 1986 | Lanfranco Carnacina                 | E camminiamo                           |
| 1986 | Chicano                             | Off the Wall                           |
| 1986 | Toni Malco                          | Mentre il tempo va via                 |
| 1987 | Karol Welsman                       | Just Imagination                       |
| 1989 | Jeanne Mas                          | LES CRISES DE L'AME                    |
| 1990 | Jeanne Mas                          | L'ART DES FEMMES                       |
| 1992 | Jeanne Mas                          | AU NOM DES ROIS                        |
| 1994 | Dhamm                               | Irene                                  |
| 1997 | Alex Baroni                         | Alex Baroni                            |
| 1997 | Lara Martelli                       | Lara I                                 |
| 1998 | Alex Baroni                         | Quello che voglio                      |
| 2001 | Erredieffe                          | Harem B                                |
| 2002 | Archinuè                            | Oltremare                              |
| 2002 | Alex Baroni                         | Semplicemente                          |
| 2003 | Jeanne Mas                          | Les Amants De Castille                 |
| 2005 | Alex Baroni                         | C'è di più                             |
| 2007 | Alex Baroni                         | Collection                             |
| 2007 | Giorgia                             | Stonata                                |
| 2009 | Lucilla Galeazzi e Peppe Voltarelli | Capo Verde, terra d'amore              |
| 2009 | Marco Mengoni                       | Dove si vola                           |
| 2009 | Marco Mengoni                       | Lontanissimo da te                     |
| 2010 | Marco Mengoni                       | Re matto                               |
| 2010 | Marco Mengoni                       | Re Matto LIVE DVD/CD                   |
| 2011 | Marco Mengoni                       | SOLO (vuelta al ruedo)                 |
| 2011 | Marco Mengoni                       | SOLO 2.0                               |
| 2012 | Julia Lenti                         | Parla con me                           |
| 2012 | Julia Lenti                         | Illogico                               |
| 2013 | Aula39                              | Scrivimi                               |
| 2013 | Aula39                              | L'isola                                |
| 2014 | Giuliana Tecce                      | La Porta                               |
| 2014 | Aula39                              | Scarpe nuove                           |
| 2016 | Stefano Corona                      | Amare è facile                         |
| 2016 | Aula39                              | 39 (EP)                                |

## Musical, opere musicali, film, balletti in cui ha suonato
| Anno      | Interprete            | Titolo Album o singolo              |
| --------- | --------------------- | ----------------------------------- |
| 1978      | AA.VV.                | Braccio di Ferro contro gli Indiani |
| 1982      | AA.VV.                | s. Francesco di Bernardone          |
| 1993      | AA.VV.                | Il gatto che scoprì l'America       |
| 1999      | Lara Martelli e altri | Terra bruciata                      |
| 2003      | Jeanne Mas            | Les Amants De Castille              |
| 2003      | Erredieffe            | Honolulu Baby                       |
| 2004      | AA.VV.                | Festival Habana                     |
| 2005      | AA.VV.                | Deus lo volt                        |
| 2005–2006 | AA.VV.                | Viaggio verso il sole               |